# Cartographie de Jérusalem

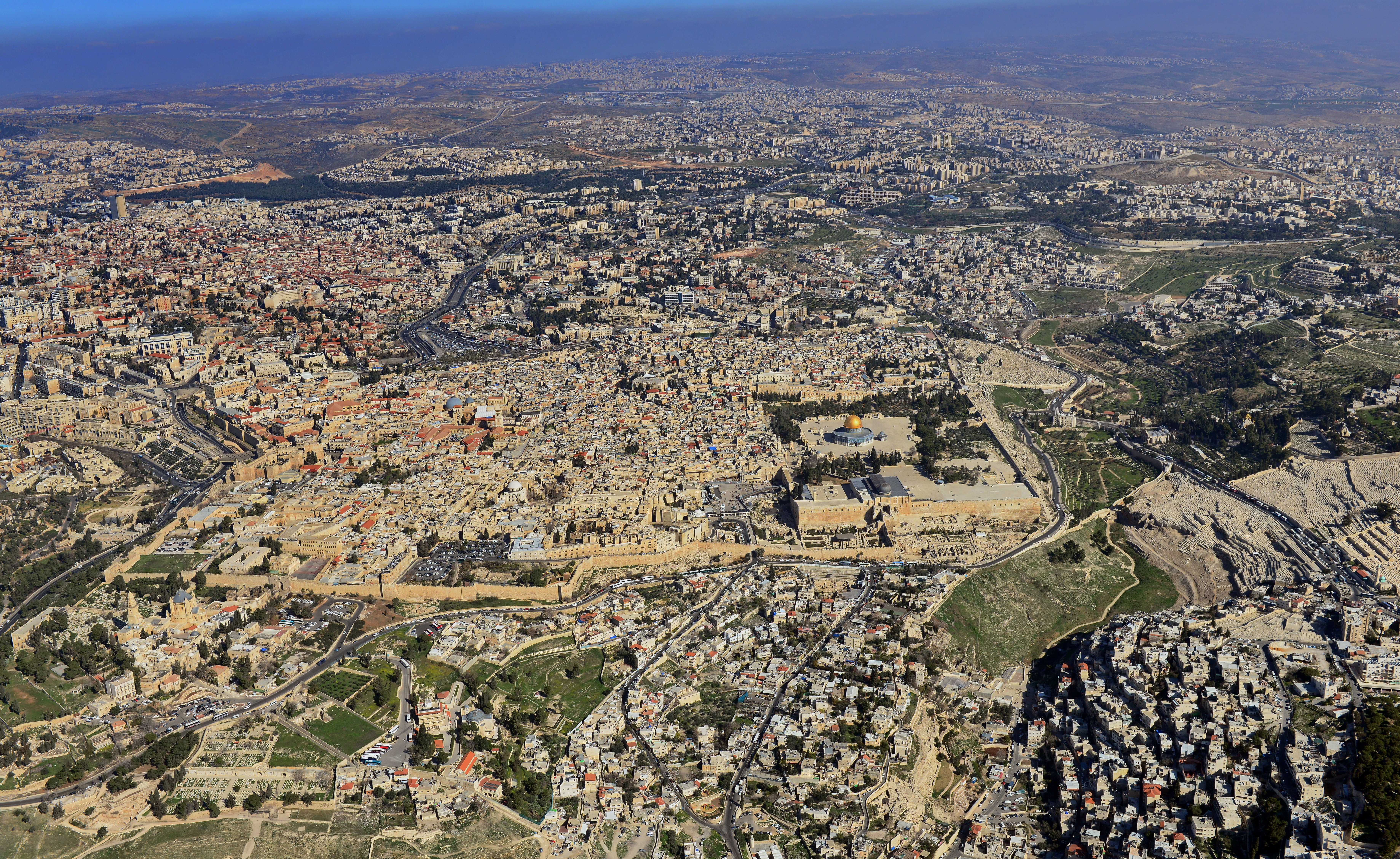
La cartographie de Jérusalem, avant les techniques modernes d'arpentage, est uniquement axée sur la vieille ville, présentée ici. L'expansion de la ville, à partir du milieu du XIXe siècle, coïncide avec la production de la première carte moderne (voir la carte de l'Ordnance Survey dans la liste ci-dessous).

La cartographie de Jérusalem est la création, l'édition, le traitement et l'impression de cartes de Jérusalem, depuis l'Antiquité jusqu'à l'essor des techniques modernes d'arpentage. Presque toutes les cartes existantes, connues des spécialistes de l'époque pré-moderne ont été préparées par des cartographes chrétiens pour un public européen chrétien,.
Les cartes de Jérusalem peuvent être classées en trois catégories : les cartes factuelles originales, les cartes copiées et les cartes imaginaires, ces dernières étant basées sur des livres religieux. Les cartes ont été réalisées dans divers matériaux, notamment du parchemin, du vélin, de la mosaïque, des peintures murales et du papier. Toutes les cartes marquant des étapes importantes dans la cartographie de Jérusalem sont répertoriées ici, en suivant l'histoire cartographique de la ville, depuis les études de Titus Tobler et Reinhold Röhricht, au XIXe siècle, jusqu'à celles des universitaires de l'université hébraïque de Jérusalem, Rehav Rubin et Milka Levy-Rubin, au cours des dernières décennies. L'article énumère les cartes qui ont fait progresser la cartographie de Jérusalem avant l'apparition des techniques modernes d'arpentage, montrant comment la cartographie et la technique se sont améliorés et ont aidé les étrangers à mieux comprendre la géographie de la ville. Les cartes imaginaires de la ville ancienne et les copies de cartes existantes sont exclues.
La carte de Madaba est la plus ancienne carte connue de Jérusalem, sous la forme d'une mosaïque, dans une église grecque orthodoxe. Au moins 12 cartes ont été conservées par les cartographes catholiques des croisades. Elles ont été dessinées sur du vélin et montrent principalement la ville sous forme de cercle,. Environ 500 cartes sont connues, entre la fin des années 1400 et le milieu des années 1800. L'augmentation significative de leur nombre est due à l'avènement de la presse typographique. La première carte imprimée de la ville est dessinée par Erhard Reuwich et publiée, en 1486, par Bernhard von Breydenbach dans son Peregrinatio in Terram Sanctam, basé sur son pèlerinage de 1483. Peu de cartographes s'étaient alors rendus à Jérusalem - la plupart des cartes étaient soit des copies de celles d'autres, soit de nature imaginaire, c'est-à-dire basées sur la lecture de textes religieux. La première carte basée sur des mesures réelles sur le terrain est publiée, en 1818 par le cartographe tchèque Franz Wilhelm Sieber,. La première carte basée sur les techniques modernes d'arpentage est publiée par Charles William Wilson, en 1864-1865, pour l'Ordnance Survey of Jerusalem,.

## Cartes remarquables de Jérusalem

### Cartes des premières religions / pèlerinages (VIe–VIIesiècles)
| Date       | Titre           | Cartographe                | Note | Image                                      |
| ---------- | --------------- | -------------------------- | --- | ------------------------------------------ |
| c. 560–565 | Carte de Madaba | inconnu                    | La plus ancienne carte connue de Jérusalem, et la plus ancienne mosaïque, au sol, géographique, connue dans l'histoire de l'art. La mosaïque a été découverte en 1884, mais aucune recherche n'a été effectuée avant 1896,. Elle a été largement utilisée pour la localisation et la vérification de sites dans la Jérusalem byzantine, tels que la porte de Damas, la porte des Lions, la porte dorée, la porte de Sion, l'église du Saint-Sépulcre et la tour de David. En 1967, des fouilles révèlent l'église Néa et le cardo maximus, la route représentée sur la carte et qui traverse le centre de Jérusalem, dans les endroits suggérés par la carte de Madaba,. | La mosaïque du sixième siècle de Jérusalem |
| c. 680     | Carte d'Arculfe | Arculfe via Adomnan d'Iona | Plan de base du premier livre de De locis sanctis. La carte montre les sites chrétiens pertinents, les uns par rapport aux autres. Le plus ancien manuscrit connu, date du IXe siècle, deux siècles après le voyage d'Arculfe. C'est la plus ancienne carte connue de Jérusalem, avant la découverte de la carte de Madaba. Arculfe passe neuf mois à Jérusalem avant de transmettre le récit de ses voyages à Adomnan, au profit d'autres pèlerins. Adomnan a écrit qu'Arculfe avait dessiné ses cartes et ses plans sur des tablettes de cire. Tous les manuscrits connus du texte ne comprennent pas les cartes et les plans.                                         | Dessin en noir et blanc de Jérusalem       |

### Cartes des croisés (XIIe–XIVesiècles)
Les cartes des croisés sont cataloguées, pour la première fois, à la fin du XIXe siècle par Reinhold Röhricht. Il a catalogué huit cartes, qu'il a intitulées : (1) Brüssel, (2) Copenhague, (3) Florenz ? (4) Haag, (5) München, (6) St. Omer, (7) Paris et (8) Stuttgart. La carte (3) est plus tard identifiée comme la carte d'Uppsala et la carte (5) est la carte d'Arculfe (voir section ci-dessus),. Aujourd'hui, au moins 12 cartes de ce type sont connues,.
La plupart des cartes des croisés sont connues sous le nom de « cartes circulaires », montrant la ville comme un cercle parfait, considéré comme le symbole de la « ville idéale ». Ces cartes ont des caractéristiques uniques, mais elles sont toutes liées. Il est probable qu'il existait un prototype original, à partir duquel ces cartes sont dérivées. Quatre des cartes circulaires précédentes sont associées à la Gesta Francorum et aliorum Hierosolimitanorum. Il a été suggéré que l'illustration de ce texte pourrait avoir été le but du prototype de la carte circulaire. Toutes les cartes circulaires sont orientées vers l'est, comme les cartes du monde en T et en O auxquelles elles présentent un certain nombre de similitudes, ont cinq portes, dans des endroits non symétriques et montrent le plan de base réel des rues de Jérusalem. Les cartes montrent deux routes centrales en forme de croix, susceptibles de représenter le cardo maximus et le decumanus, avec une rue supplémentaire menant à la porte de Josaphat et - dans la plupart des cas mais pas tous - une quatrième rue commençant à la porte Saint-Étienne.
| Date           | Titre                                           | Cartographe     | Note | Image                                                                                           |
| -------------- | ----------------------------------------------- | --------------- | --- | ----------------------------------------------------------------------------------------------- |
| années 1140    | Carte de Cambrai                                | Inconnu         | Provenant de la médiathèque d'agglomération de Cambrai. Elle est considérée comme la plus précise des cartes des croisés et fortement susceptible d'être fondée sur la connaissance directe. Les murs de la ville sont représentés sous la forme d'un rhomboïde, à partir d'une perspective d'élévation. La carte donne les noms des portes et des tours, montre certaines rues principales et indique les principaux bâtiments et églises. Le Saint-Sépulcre est représenté sous sa nouvelle forme croisée et appelée « Anastasis », la mosquée al-Aqsa est désignée Domus Militum Templi et de nombreuses églises orientales sont représentées : Mar Saba, le oued Khureitun, la laure de Chariton le Confesseur, Saint-Georges, St Abraham, Saint Barthélemy (en) et l'église jacobite de Ste Marie de Magdala. | Croquis de Jérusalem du douzième siècle                                                         |
| c. 1150        | Carte de Bruxelles                              | Inconnu         | Une carte ronde en style décoratif avec des miniatures de pèlerins. La carte provient de la bibliothèque royale de Belgique, datée du milieu du XIIe siècle. | Un plan de Jérusalem de forme ronde datant du douzième siècle                                   |
| c. 1170        | Carte de Hague                                  | Inconnu         | La plus célèbre des onze cartes circulaires des croisés. La carte est de style décoratif avec des miniatures de croisés au combat. | Un plan de Jérusalem de forme ronde datant du douzième siècle                                   |
| années 1100    | Carte de Paris                                  | Inconnu         | Une carte ronde avec des images détaillées de bâtiments. Il s'agit de l'une des quatre cartes des croisades ayant un lien avec la Gesta Francorum et aliorum Hierosolimitanorum, à partir d'une copie du Liber floridus, détenue par la bibliothèque nationale de France. Elle présente une partie du texte de la Gesta Francorum autour et à l'intérieur de la carte. Elle semble dater du XIIe siècle. | Un plan de Jérusalem de forme ronde datant du douzième siècle                                   |
| années 1100    | Carte d'Uppsala                                 | Inconnu         | Une autre des quatre cartes des croisades ayant un lien avec la Gesta Francorum et aliorum Hierosolimitanorum. Elle se situe entre le Historia Hierosolymitana de Robert le Moine et la Gesta Francorum, présenté comme le dixième livre de l'Historia Hierosolymitana (en français : Histoire de Jérusalem), détenu par la bibliothèque de l'université d'Uppsala. Elle est redécouverte en 1995. | Un plan de Jérusalem de forme ronde datant du douzième siècle                                   |
| années 1100    | Carte de Saint Omer                             | Inconnu         | Carte circulaire, copiée à partir de la Gesta Francorum et aliorum Hierosolimitanorum. Carte se trouvant à Saint-Omer | Un plan de Jérusalem de forme ronde datant du douzième siècle                                   |
| c. 1200        | Carte de Londres                                | Inconnu         | À partir d'un ensemble de manuscrits divers de la British Library. Il s'agit d'une autre des quatre cartes rondes ayant un lien avec la Gesta Francorum et aliorum Hierosolimitanorum. Elle comprend des textes, de cet ouvrage, dans et autour de la carte. | Un plan du douzième siècle de Jérusalem et de la Terre Sainte avec la ville de forme circulaire |
| c. 1200        | Carte Codex Harley                              | Inconnu         | Collection Harley de la British Library. La carte représente l'itinéraire d'un pèlerin, avec Jérusalem comme point culminant. Elle n'a aucun rapport avec les autres cartes circulaires, car elle ne comporte que quatre portes symétriques et n'a pas de carrefour. La carte « n'a pas la prétention d'être exacte », mais elle présente plutôt « la conception que l'auteur a de son voyage ». | Un plan du douzième siècle de Jérusalem et de la Terre Sainte avec la ville de forme circulaire |
| c. années 1200 | Carte de Montpellier                            | Inconnu         | Détenue par la bibliothèque de l'université de Montpellier. La carte est orientée vers le nord, c'est la seule carte de croisés en forme de carré et elle comprend une description des forces de croisés disposées à l'extérieur des murs de la ville. Les sites identifiés sur la carte - les différents sites de la Passion du Christ, le site où Hélène a trouvé la croix et le nombril de la Terre (en) - se trouvent dans des endroits « seulement très éloignés de la réalité ». | Un plan de Jérusalem de forme ronde datant du treizième siècle                                  |
| c. 1250        | Carte de Matthieu Paris                         | Matthieu Paris  | Carte de pèlerinage de la Chronica Majora. Il est probable qu'elle soit basée sur un ensemble d'itinéraires romains. | Dessin de Jérusalem du treizième siècle                                                         |
| années 1300    | Carte de Copenhague                             | Inconnu         | Une carte ronde dans le style de l'Europe du Nord. Les annotations ont probablement été faites par Haukr Erlendsson. | Un plan de Jérusalem de forme ronde datant du quatorzième siècle                                |
| années 1300    | Carte de Stuttgart                              | Inconnu         | Une carte circulaire de la bibliothèque d'État de Wurtemberg. Elle a été acquise, à l'origine, auprès de l'abbaye de Zwiefalten et elle peut dater du XIVe siècle. | Un plan de Jérusalem de forme ronde datant du quatorzième siècle                                |
| 1321           | Carte de Marino Sanuto l'Ancien-Pietro Vesconte | Pietro Vesconte | Publiée dans le Liber Secretorum. L'œuvre avait pour but de raviver l'esprit des croisades. Il est probable que la cartographie date d'avant la perte définitive de Jérusalem en 1244. La carte se concentre sur l'approvisionnement en eau de la ville. Elle « n'a pas de précurseur évident », sous forme de carte. On pense qu'elle utilise les textes de Flavius Josèphe et de Burchard de Mont Sion. | Croquis du quatorzième siècle de Jérusalem                                                      |

### Cartes remarquables duXVeauXVIIIesiècle
| Date      | Titre                | Cartographe               | Note | Image                                                      |
| --------- | -------------------- | ------------------------- | --- | ---------------------------------------------------------- |
| 1472      | Carte de Comminelli  | Pietro del Massaio (it)   | Carte préparée pour Alphonse II de Naples. Elle fait partie d'un ensemble de cartes accompagnant la traduction latine, par Jacopo d'Angelo, de la Géographie de Ptolémée, reproduite par le copiste français Hugo Comminelli et illustrée par le cartographe florentin Pietro del Massaio (it). Elle est considérée comme une carte « réaliste », mais elle comprend un certain nombre d'éléments historiques imaginaires. Les éléments contemporains de la carte comprennent le Muristan, étiqueté Hospicium Peregrinorum et le dôme du Rocher, avec un croissant islamique au sommet, nommé Templum Solomonis, tandis que les éléments imaginaires comprennent le centre du monde (mundi medium) situé au Saint-Sépulcre.                     | Carte détaillée de Jérusalem datant du quinzième siècle    |
| 1475      | Carte de Rieter      | Rieter von Kornburg (de)  | Elle est considérée comme la première « carte franciscaine » connue de Jérusalem. La carte représente Jérusalem du point de vue du mont des Oliviers. L'ordre franciscain, qui avait été nommé par le Vatican, comme gardien de la Terre sainte, en 1342, se consacre à la diffusion de la connaissance de la ville. De nombreux bâtiments primaires de la ville sont dessinés « assez fidèlement ». Rieter et son compagnon, Hans Tucher étaient des pèlerins originaires de Nuremberg. Le texte est un mélange de latin et d'italien. La mosquée al-Aqsa est appelée « l'église des Sarrasins » (Ecclesie Sarazeni). | Carte détaillée de Jérusalem datant du quinzième siècle    |
| 1483–1486 | Carte de Reuwich     | Erhard Reuwich            | Il s'agit de la première carte imprimée de Jérusalem. Elle est publiée par Bernhard von Breydenbach à Mayence, où la presse typographique a été inventée, dans son Peregrinatio in Terram Sanctam. La carte est placée « largement hors échelle » dans une carte de la Terre Sainte, plus large. | Carte détaillée de Jérusalem datant du quinzième siècle    |
| 1578      | Carte de Angelis     | Frère Antonino de Angelis | La carte franciscaine de Jérusalem, la plus influente, copiée par de nombreux cartographes ultérieurs. La carte, gravée par Mario Cartaro (en) et imprimée à la basilique Santa Maria in Aracoeli à Rome, est redécouverte en 1981,. | Carte détaillée de Jérusalem datant du seizième siècle     |
| 1608      | Carte de Willenberg  | Jan Willenberg (cs)       | Publiée dans Le voyage de la Bohême à la Terre Sainte, en passant par Venise et la mer (en) par Kryštof Harant (en). C'est le premier récit de voyage sur la Palestine, par un tchèque. Harant mesure, en détail, le Saint-Sépulcre, le comparant à la cathédrale Saint-Guy de Prague. | Carte détaillée de Jérusalem datant du dix-septième siècle |
| 1620      | Carte Amico          | Bernardino Amici          | Une version corrigée de la carte de de Angelis. La carte est réalisée par le successeur de de Angelis, en tant que cartographe franciscain officiel. L’œuvre est publié, en 1620, dans une étude détaillée de la Terre Sainte, Trattato delle Piante & Imagini de Sacri Edificii di Terra Santa, disegnate in Gierusalemme, en français : Traité sur les plantes et les images des édifices sacrés de Terre Sainte, dessinés à Jérusalem,. | Carte détaillée de Jérusalem datant du dix-septième siècle |
| 1634      | Carte de Munich      | Inconnu                   | Proskynetarion (en) produit à Jérusalem et à Mar Saba. C'est la plus ancienne carte grecque orthodoxe connue de Jérusalem datant des XVIIe et XVIIIe siècles. L'auteur est identifié comme un moine de Crète, basé à Jérusalem et nommé Akakios (en grec moderne : Ἀκακίου ἱερομοναχοῦ τοῦ Κρητὸς). Comme la plupart de ces cartes grecques orthodoxes, l'église du Saint-Sépulcre est un élément central et surdimensionné de la carte. La carte est une vue, à vol d'oiseau, orientée vers le sud, d'une Jérusalem de forme ovale, montrant des représentations réalistes d'un certain nombre de bâtiments principaux de la ville. Le croissant islamique est représenté au sommet d'un certain nombre de structures, dont le dôme du Rocher. | Carte détaillée de Jérusalem datant du dix-septième siècle |
| 1728      | Carte De-Pierre (en) | De-Pierre                 | La carte est considérée comme une représentation relativement précise, avec un accent inhabituel sur les monastères chrétiens de Jérusalem et des environs. Elle a été dessinée par un pèlerin inconnu, de Vienne, et signée De Pierre Eques S.S. Sepulchri. Il est probable qu'elle ait été copiée d'une carte, publiée la même année, par le patriarche Chrysanthe Ier de Jérusalem. La carte est dédiée à l'impératrice Élisabeth Christine, épouse de Charles VI, empereur du Saint Empire romain. | Carte détaillée de Jérusalem datant du dix-huitième siècle |

### Cartes remarquables duXIXesiècle
| Date      | Titre                                                                  | Cartographe                           | Note | Image                                                         |
| --------- | ---------------------------------------------------------------------- | ------------------------------------- | --- | ------------------------------------------------------------- |
| 1818      | Carte de Sieber (he)                                                   | Franz Wilhelm Sieber                  | Il s'agit de la première carte basée sur des mesures réelles sur le terrain. Elle est décrite comme « la première cartographie moderne » de Jérusalem. La carte est basée sur 200 exactitudes et précisions de points géométriques, de sorte que le mur, la vallée du Cédron et certaines mosquées sont correctement représentés, mais certaines rues et vallées de la ville ne sont pas correctement dessinées, certains bâtiments et certains éléments sont inclus là où ils n'existent pas. | Carte détaillée de Jérusalem datant du dix-neuvième siècle    |
| 1835      | Carte de Catherwood                                                    | Frederick Catherwood                  | Deuxième carte basée sur des mesures réelles de terrain et la première à avoir utilisé des mesures pour l'intérieur du mont du Temple. Les voyages dans la région deviennent plus faciles après la guerre égypto-ottomane de 1831-1833. L'étude de la région, entreprise par Frederick Catherwood et ses compagnons Joseph Bonomi et Francis Arundale doit être « la première contribution importante à la connaissance de la région », pour l'inondation, ultérieure, des voyageurs dans la région. Catherwood la complète par un plan détaillé de la ville enregistré avec une chambre claire, préparée à partir du toit de la maison de Ponce Pilate. Bien qu'elles n'aient jamais été publiées sous forme de livre, les cartes de Catherwood sont fréquemment utilisées par d'autres chercheurs, notamment dans l'ouvrage Biblical Researches in Palestine d'Edward Robinson. | Carte détaillée de Jérusalem datant du dix-neuvième siècle    |
| 1841      | Carte du Royal Engineers de la Palestine, du Liban et de la Syrie (en) | Edward Aldrich (en) et Julian Symonds | Crée lors de la crise orientale de 1840 (en). Elle est publiée en 1849, avec l'autorisation de Henry William Paget, Master-General of the Ordnance. La carte est imprimée, à titre privé, pour le Board of Ordnance, en août 1841, et publiée sous forme réduite dans les Professional Papers of the Royal Engineers d'Alderson, en 1845 et ensuite comme supplément à la deuxième édition de 1849, de George Williams, The Holy City : Historical, Topographical, and Antiquarian Notices of Jerusalem, ainsi qu'un mémoire de 130 pages sur le plan,. Le mémoire contient une annexe de trois pages défendant le plan contre les critiques d'Edward Robinson. | Carte détaillée de Jérusalem datant du dix-neuvième siècle    |
| 1858      | Carte de Van de Velde)                                                 | Charles William Meredith van de Velde | L'une des cartes les plus précises publiées avant l'Ordnance Survey. Van de Velde rencontre Titus Tobler, en Suisse, en 1855. Ils conviennent de faire une nouvelle carte de Jérusalem en combinant les mesures de Tobler et la carte incorrecte des Royal Engineers de 1840-1841. Tobler publie un mémoire de 26 pages pour accompagner la carte. | Carte détaillée de Jérusalem datant du dix-neuvième siècle    |
| 1864–1865 | Ordnance Survey de Jérusalem                                           | Charles William Wilson                | La carte est la première à utiliser les techniques modernes d'arpentage, et la première de l'Ordnance Survey, à être réalisée en dehors du Royaume-Uni. Elle produit « la première carte parfaitement précise [de Jérusalem], même aux yeux de la cartographie moderne » et identifie l'arche de Wilson (en). L'étude fournit les bases et l'impulsion nécessaires à la création du Palestine Exploration Fund. Le coût de la mise à disposition des géomètres du Royal Engineers a été pris en charge par le bureau de la Guerre du gouvernement britannique, tandis que l'enquête, elle-même, est financée par Angela Georgina Burdett-Coutts, 1re baronne Burdett-Coutts. | Une carte détaillée de Jérusalem du dix-neuvième siècle       |
| 1873      | Relief d'Illés                                                         | Stephen Illés                         | La première maquette scientifique, en relief, de la ville. Elle est construite entre 1864 et 1873, pour l'Exposition universelle de 1873, de Vienne, avec du zinc fondu et modelé, à l'échelle 1:500 (en). Elle est exposée, pendant plus de 40 ans, au Calvinium de Genève, puis elle est déplacée, en 1920, pour faire place à la Société des Nations. Redécouverte en 1984, elle est exposée au musée de la Tour de David, à Jérusalem, depuis les années 1990. | Un modèle tridimensionnel de Jérusalem du dix-neuvième siècle |

## Galerie

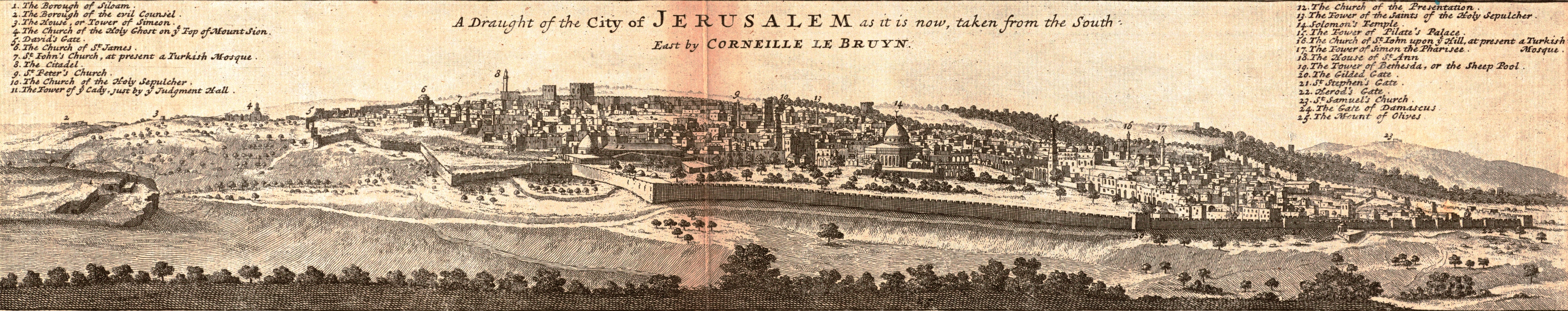
Dessin de Jérusalem (1752).

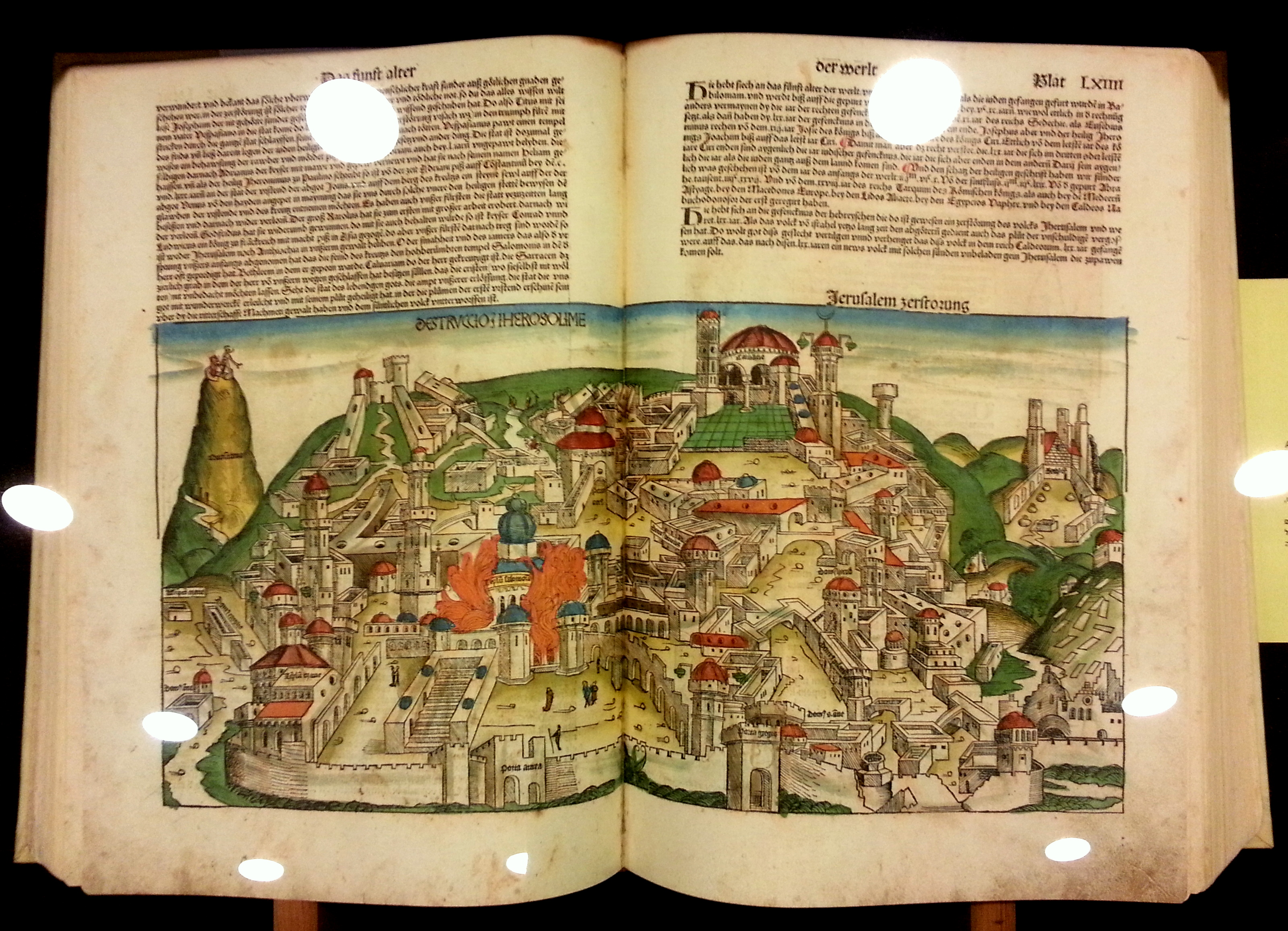
Carte de Jérusalem (1493).
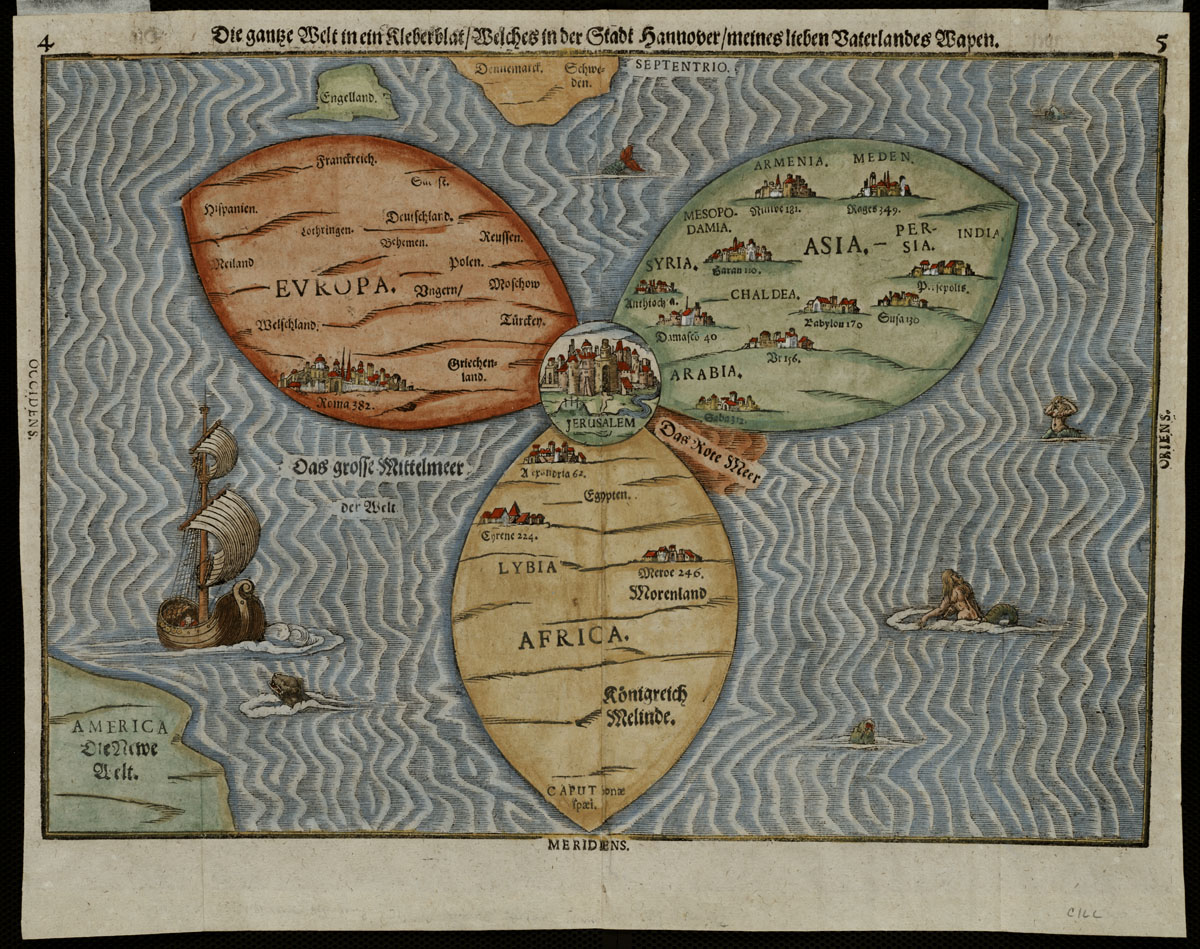
Carte du monde avec Jérusalem au centre (1581).
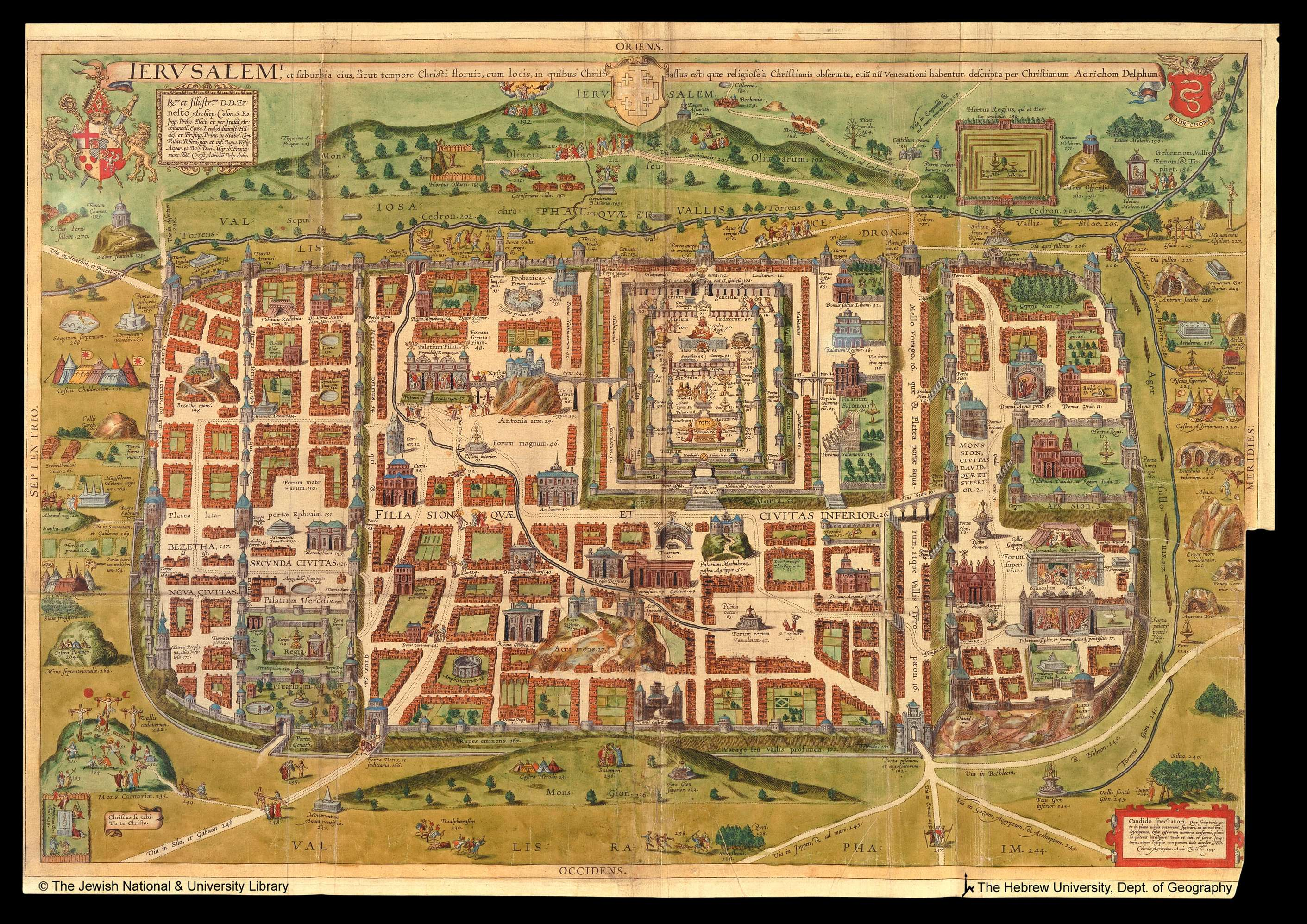
Carte de Jérusalem (1584).
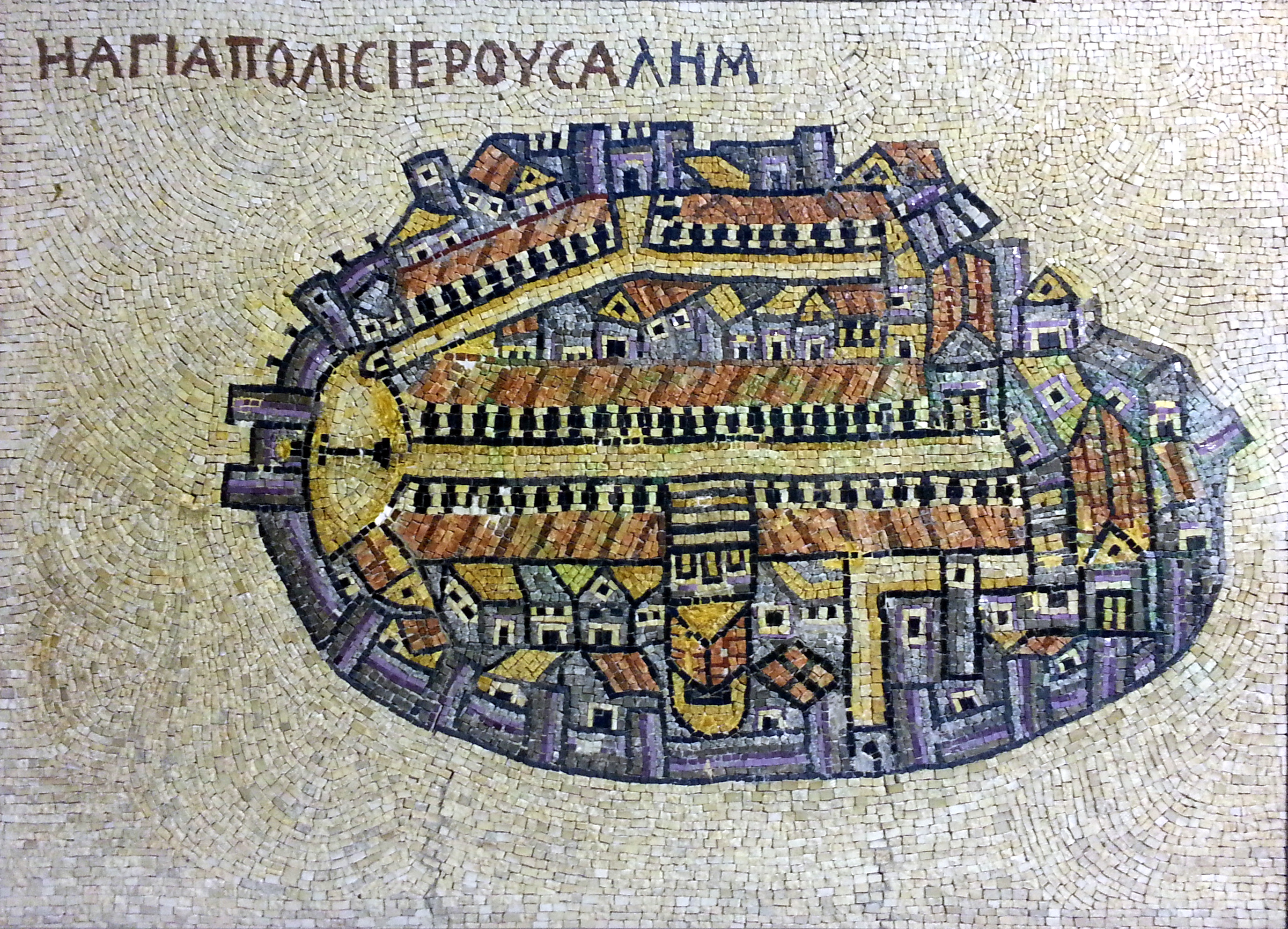
Mosaïque de Jérusalem.